# Niederdorf (Saksonia)
Niederdorf – gmina w Niemczech, w kraju związkowym Saksonia, w okręgu administracyjnym Chemnitz, w powiecie Erzgebirgskreis, wchodzi w skład wspólnoty administracyjnej Stollberg (Erzgebirge).